# Ob-öböl
Az Ob-öböl (oroszul Обская губа [Obszkaja guba]) viszonylag sekély öböl Oroszország ázsiai részén, a Kara-tenger egyik nagy öble, az Ob deltájának északi folytatása.

## Földrajz

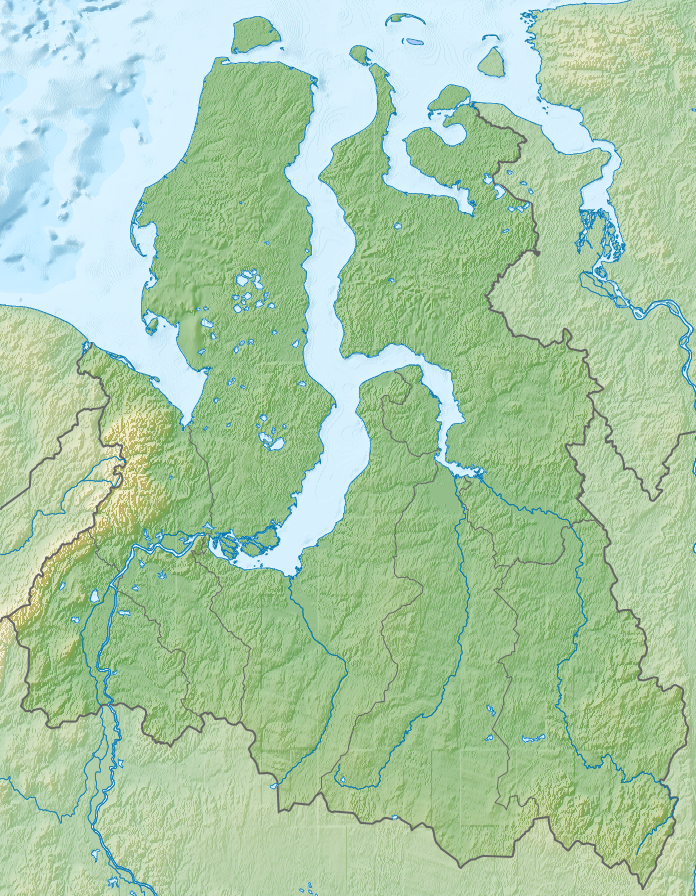
Az Ob-öböl Jamali Nyenyecföld térképén

A Nyugat-szibériai-alföld északi részén található. Hossza 750 km, szélessége 30–75 km, területe 55 500 km², évi közepes vízhozama a Kara-tengernél 530 m³/s. Régebbi adatok szerint hossza 800 km, szélessége 30–90 km.
Az Ob deltájának vidékén halad át az északi sarkkör, az Ob-öböl csaknem teljes egészében attól északra terül el. Nyugaton végig a Jamal-félsziget, keleten északi részét a Gidai-félsziget, déli részét a Taz-félsziget határolja. A két utóbbi között nyílik legnagyobb öble, a Taz-öböl. A két öblöt gyakran egyetlen vízrendszerként ismertetik. 
Az árapály jelensége az öbölben is jelentkezik, a dagály magassága kb. 0,7 m. A víz szintjét a térségben uralkodó heves szelek is jelentősen befolyásolják, akár 2 m-re is megemelik.
Az arktikus éghajlat miatt az öblöt az év legnagyobb részében jég borítja, a jégmentes időszak 90 napnál kevesebb. A jég egész télen folyamatosan hízik, vastagsága a tél végén délen a két métert is eléri, a középső részeken 170–185 cm, északon 140–160 cm. Északon, a tenger közelében a jégtakaró általában nem folytonos.

## Gazdaság

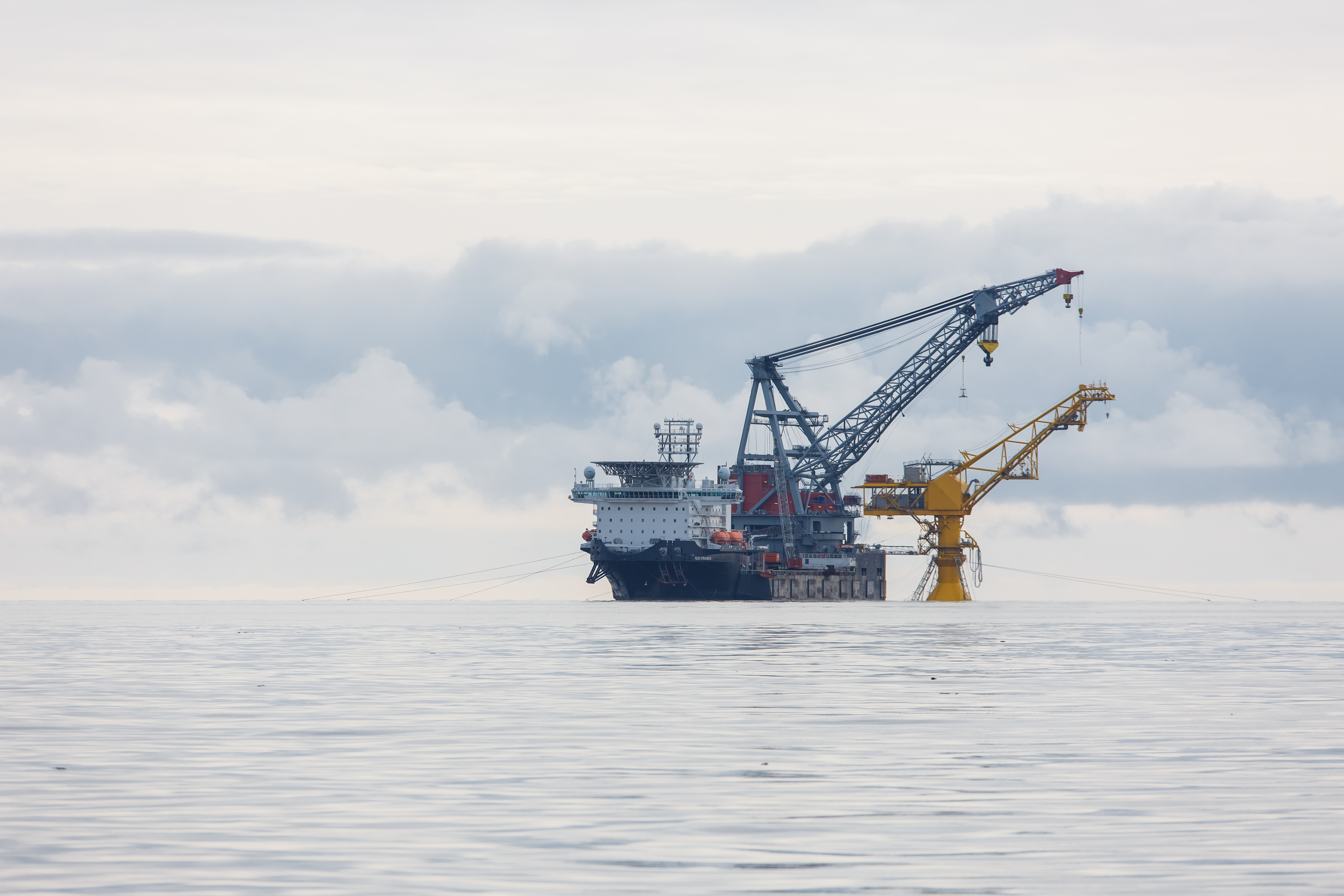
Az olajterminál Kamennij Misznél (még összeszereléskor)

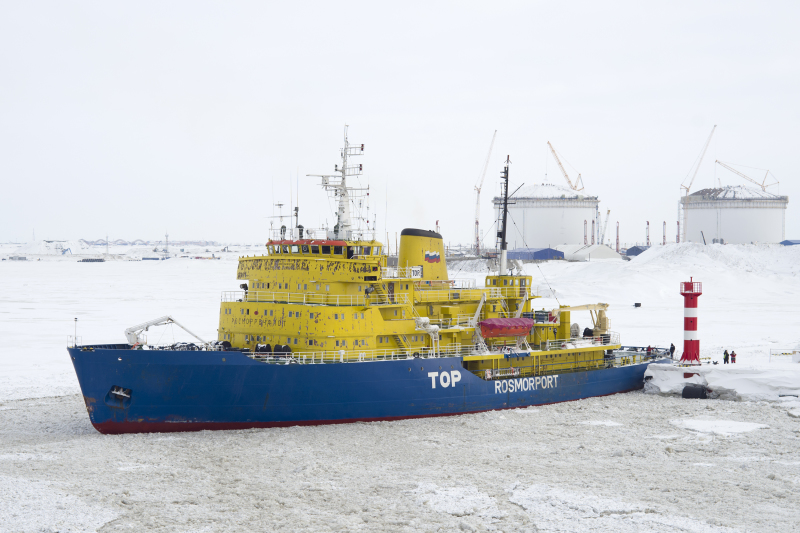
Jégtörő Szabetta kikötőjében

Az Ob- és a Taz-öböl az egyik legfontosabb táplálkozási és telelőhely a félanadrom vándorhalak számára, és a Kara-tengeri iparszerű halászat is e két öböl területére koncentrálódik. A halgazdaság szempontjából értékesnek számító halfajok az Ob-öbölben: fehér lazac (Stenodus leucichthys), Coregonus nasus, Coregonus muksun, peled-maréna, szibériai maréna, sarkvidéki omul (Coregonus autumnalis), menyhal, sáfrányhal (Eleginus nawaga), szibériai tok, négyszarvú skorpióhal (utóbbi csak északon), stb.
A partok mentén kevés az állandó település. Néhány közülük nem mérete és lélekszáma, hanem a gazdaság szempontjából jelentős:
- a keleti part déli részén: Jamburg, mely a híres jamburgi gázmező kiaknázásának bázisaként jött létre 1980 körül
- a nyugati parton:
  - északon: Szabetta, a Novatek cégóriás földgáz-cseppfolyósító üzeme, első részlegét 2017 végén adták át; tengeri kikötő a cseppfolyósított földgáz (LNG) elszállítására; közelében nemzetközi repülőtér
  - a középső részen: Kamennij Misz (jelentése 'Kő-fok') falu, partjánál 2016 óta üzemel a Gazprom egyik leányvállalatának „Vorota Arktyiki” ('az Arktisz kapuja') elnevezésű olajterminálja, mellyel a lelőhelyről csővezetéken érkező olajat töltik át tartályhajókba (tankerekbe)
  - az előzőtől délre: Novij Port (jelentése 'új kikötő') falu, a halipar (halászat és halfeldolgozás) központja; a településről nevezték el a félsziget belsejében húzódó szénhidrogénmezőt, melynek kitermelése a 2010-es évek közepén kezdődött (Новопортовское месторождение).